# The MySpace Transmissions (City and Colour)
The MySpace Transmissions är en live-EP av City and Colour, utgiven som digital download 17 juni 2008 via MySpace. Den spelades in i New York, New York i mars 2008.
Den innehåller en coverlåt, Love Don't Live Here Anymore av Rose Royce.

## Låtlista
1. "Against the Grain" - 3:33
2. "Body In a Box" - 3:56
3. "What Makes a Man" - 3:20
4. "As Much As I Ever Could" - 4:41
5. "The Girl" - 2:28
6. "Love Don't Live Here Anymore" - 3:57 (Rose Royce-cover)